# Wayne Glasgow
Victor Wayne Glasgow (Dacome, 17 gennaio 1926 – Bartlesville, 31 dicembre 2000) è stato un cestista statunitense, attivo nella NCAA e nella AAU e campione olimpico nel 1952.

## Carriera
Venne selezionato dai Minneapolis Lakers al sesto giro del Draft NBA 1950 (68ª scelta assoluta).
Con gli Stati Uniti disputò i Giochi olimpici di Helsinki 1952.